# مسجد قاضی
مسجد قاضی مربوط به سال ۱۲۸۰ قمری است و در شهرستان عجب شیر، بخش مرکزی، دهستان دیزجرود غربی، روستای شیشوان واقع شده و این اثر در تاریخ ۲۸ شهریور ۱۳۸۶ با شمارهٔ ثبت ۱۹۵۶۷ به‌عنوان یکی از آثار ملی ایران به ثبت رسیده است.